# ألمازبيك أتامباييف
ألمازبيك أتامباييف (ولد في «آرشتا» 17 سبتمبر 1956) هو رابع رئيس لجمهورية قرغيزستان منذ توليه منصب في 1 ديسمبر 2011، شغل قبلها منصب رئيس وزراء قرغيزستان من 17 ديسمبر 2010 حتى 1 ديسمبر 2011. وقد خدم قبلها كرئيس للوزراء لفترة 8 أشهر من 29 مارس حتى 28 نوفمبر 2007. وهو رئيس حزب الاجتماعي الديموقراطي في قرغيزستان منذ 30 تموز 1999 حتى سبتمبر 2011.

## وصلات خارجية
- ألمازبيك أتامباييف على موقع مونزينجر (الألمانية)
- ألمازبيك أتامباييف على موقع إن إن دي بي (الإنجليزية)

- الاتحاد: أتامباييف: الانطلاق في «لحظة تاريخية»!